# 森安輝正
森安 輝正（もりやす てるまさ、旧名および現名：菅沼 輝正〈すがぬま てるまさ〉、1959年3月15日 - ）は日本中央競馬会 (JRA) の元騎手・元調教助手。

## 来歴
1979年に騎手免許を取得した。同年3月3日中山競馬第3競走にスガケヤキで初騎乗（16頭立て4着）し、4月22日東京競馬第1競走コクサイイーグルで初勝利を挙げる。
稗田厩舎時代には障害競走にも騎乗した。1982年春の東京障害特別で重賞初制覇を果たした。1984年秋にも東京障害特別を勝って春秋制覇を果たした。1981年には自身最多の20勝（うち障害14勝）を挙げる。1986年から森安弘昭厩舎に移籍すると同時に、森安の娘と結婚したことにより改姓した（騎手引退後に菅沼姓へ戻している）。以降1990年にカブトヤマ記念にヒダカハヤトで平地競走の重賞を制覇するも成績は低迷した。2002年に騎手を引退した。通算成績は1801戦112勝重賞3勝（うち障害274戦39勝重賞2勝）。引退後は調教助手として森安弘昭厩舎・堀宣行厩舎に所属し、2023年に定年退職した。定年後も補充員として調教に携わっている。
騎手としての実績よりも、後述するテレビ朝日の人気番組だった『さんまのナンでもダービー』への出演がよく知られていた。

## ナリタブラリアンの主戦騎手
1993年から1995年にかけて放送されたさんまのナンでもダービーでは、放送当時に三冠馬となったナリタブライアンにあやかって命名された芦毛のポニー「ナリタブラリアン」（1990年 - 2005年）の主戦騎手として出演した。本家同様にシャドーロール（赤い物を使用、本家ブライアンは白い物）を付けた同馬は森安とのコンビで、ポニーのみならず、サラブレッドやアラブ種、道産子馬、ロバ、さらには人間、自転車などとの異種混合レースを戦った。
また森安の調教によって競走馬としての実力をつけていき、1995年のG1（ポニー競馬、番組独自のもの）レースでは秋・年末と連覇するなど、最強のポニーと呼ばれるまでに成長した。森安自身にとってもJRAで届かなかったGIのタイトルを獲らせたポニーである。森安はこの活躍によりJRAがイベントとして開催するポニー競馬に呼ばれることが多くなった。
森安とナリタブラリアンの対戦相手には東京優駿2着馬スダホーク（郷原洋司騎乗）のほか、騎手も小島太や的場均、加藤和宏、中舘英二、四位洋文（以上現調教師）、田中勝春、藤田伸二、アラン・ムンロ（イギリス）などのメンバーが揃っていた。ちなみに、後に加藤和宏が森安から聞いた話では、森安は同番組で競走に使用するポニーの選定から騎手とのカップリングまでの一切を任されており、ライバル騎手に対しては「わざとうるさい馬を選んでいた」「特にG1を勝ってる乗り役が来た時は変な馬を選んだ」という。
使用コースも特番では大井競馬場、それもナイター（放送時間の関係上ナイターとなった）を使った時もあった。またG1レースの解説には井崎脩五郎、実況は宇野和男（当時はラジオたんぱ、現在のラジオNIKKEIアナウンサー）、レースリポートは鈴木淑子が務めた。
3連覇が懸かった、第3回明石家優駿さんま記念ではソノダトップガンに敗れて結果は4着となった。これはブラリアンのハンデが100mと非常に重かった上、ソノダトップガンをはじめとした他のポニーにも本格的な調教が施されており、走りのレベル差がかなり縮まっていたことが要因である。

## 騎手成績
| 通算成績 | 1着 | 2着 | 3着 | 騎乗数 | 勝率 | 連対率 |
| -------- | --- | --- | --- | ------ | ---- | ------ |
| 平地     | 73  | 93  | 86  | 1527   | .048 | .109   |
| 障害     | 39  | 26  | 29  | 274    | .142 | .237   |
| 計       | 112 | 119 | 115 | 1801   | .062 | .128   |

|            | 日付          | 競走名             | 馬名             | 頭数 | 人気 | 着順 |
| ---------- | ------------- | ------------------ | ---------------- | ---- | ---- | ---- |
| 初騎乗     | 1979年3月3日  | -                  | スガケヤキ       | -    | -    | 4着  |
| 初勝利     | 1979年4月22日 | -                  | コクサイイーグル | -    | -    | 1着  |
| 重賞初騎乗 | 1981年4月5日  | 中山大障害（春）   | トウフクシンボル | 10頭 | 10   | 9着  |
| 重賞初勝利 | 1982年2月6日  | 東京障害特別（春） | イチエイボーイ   | 7頭  | 7    | 1着  |

### おもな騎乗馬
- イチエイボーイ（1982年東京障害特別〈春〉）
- テイオージャ（1984年東京障害特別〈秋〉）
- ヒダカハヤト（1990年カブトヤマ記念）
- ナリタブラリアン(1993年1994年明石家優駿さんま記念)